# Hobart (Indiana)
Pour les articles homonymes, voir Hobart (homonymie).
La ville de Hobart est située dans le comté de Lake, dans l’État de l’Indiana, aux États-Unis. Sa population s’élevait à 29 059 habitants lors du recensement de 2010, estimée à 28 255 habitants en 2017.

## Histoire
Hobart a été incorporée en 1889 en tant que town, en 1921 en tant que city.

## Démographie
| Groupe            | Indianapolis | Indiana | États-Unis |
| ----------------- | ------------ | ------- | ---------- |
| Blancs            | 85,3         | 84,3    | 72,4       |
| Afro-Américains   | 7,0          | 9,1     | 12,6       |
| Autres            | 4,0          | 2,7     | 6,4        |
| Métis             | 2,4          | 2,0     | 2,9        |
| Asiatiques        | 1,0          | 1,6     | 4,8        |
| Amérindiens       | 0,4          | 0,3     | 0,9        |
| Total             | 100          | 100     | 100        |
|                   |              |         |            |
| Latino-Américains | 13,9         | 6,0     | 16,7       |

Selon l'American Community Survey, pour la période 2011-2015, 91,07 % de la population âgée de plus de 5 ans déclare parler anglais à la maison, alors que 5,49 % déclare parler l'espagnol, 0,86 % le grec et 2,58 % une autre langue.

## Source
- (en) Cet article est partiellement ou en totalité issu de l’article de Wikipédia en anglais intitulé « Hobart, Indiana » (voir la liste des auteurs).

1. ↑  (en) « History of City », sur cityofhobart.org (consulté le 12 avril 2023).
2. ↑  (en) « Hobart, IN Population - Census 2010 and 2000 », sur censusviewer.com.
3. ↑  (en) « Population of Indiana - Census 2010 and 2000 », sur censusviewer.com.
4. ↑  (en) « Language spoken at home by ability to speak English for the population 5 years and over », sur factfinder.census.gov.